# San Pedro del Romeral
San Pedro del Romeral is een gemeente in de Spaanse provincie en regio Cantabrië met een oppervlakte van 57,44 km². San Pedro del Romeral telt 453 inwoners (1 januari 2016).

## Demografische ontwikkeling
Bron: INE, 1857-2011: volkstellingen